# Чилим (приток Большой Яклы)
Чилим — река в России, протекает в Сурском районе Ульяновской области. Правый приток реки Большая Якла. Длина реки составляет 19 км, площадь водосборного бассейна — 117 км².

## География
Река Чилим берёт начало у села Большой Чилим. Течёт на юго-запад по открытой местности. Устье реки находится в 2 км восточнее посёлка Астрадамовка. Истоки находятся на высоте около 201 метров над уровнем моря, устье — 102,4 метров над уровнем моря. Русло глубоко врезано, берега крутые, высотой около 5 м. Река протекает по открытым ландшафтам, в бассейне есть несколько отдельных лесных массивов. Несмотря на это, площадь возделываемых земель в бассейне невелика. В нижнем течении глубина реки около 3 м, грунт илистый. В верхнем течении она несколько уже, грунт илистый, местами с выходами гальки.
Скорость течения средняя. Русло сильно закустарено, преимущественно кустарниковыми видами ив.

## Данные водного реестра
По данным государственного водного реестра России относится к Верхневолжскому бассейновому округу, водохозяйственный участок реки — Сура от Сурского гидроузла и до устья реки Алатырь, речной подбассейн реки — Сура. Речной бассейн реки — (Верхняя) Волга до Куйбышевского водохранилища (без бассейна Оки).
Код объекта в государственном водном реестре — 08010500312110000037477.